# زياد الجيوسي
زياد جيوسي هو كاتب وإعلامي فلسطيني الأصل، من بلدةِ جيوس قضاءِ قلقيليةَ بالضفةِ الغربيةِ، ولد عام 1955م في مدينةِ الزرقاءِ بالأردن.

## حياته
أنهى الجيوسي دراسته الثانويةَ في الأردن، ليحصل على بكالوريوس آداب تخصّص جغرافيا من جامعة بغداد عام 1976، وأكمل دراسته في الأردن للدبلوم والدبلوم العالي.
و انتقل ليقيم في فلسطين رام الله منذ عام 1997 إلى 2015، ومن ثم بين عمان وبلدته جيوس، وهو متزوج من ابنة عمته وله أربعة أبناء: ذؤابة، مصطفى، المعتزبالله، ومحمد.
انتسبَ لأحدِ فصائلِ الثورة الفلسطينية عام 1968 وشارك في معاركها وأصيب أكثر من مرة، وتعرض للاعتقال سنوات وصلت إلى السبعة، وانسحب من الفصائل بداية عام 1995، وكان يعمل قبل تقاعده مديرا عاما لدائرة الشباب وقبلها مديرا لدائرة شؤون العائدين في الأردن. ثم أصبح المدير العام لمؤسسة البيدر للثقافة المجتمعية والفنون والاعلام في رام الله، وعضوا في الاتحاد العام للأدباء والكتاب الفلسطينيين، وعضو برابطة الكتاب الأردنيين، ورابطة الفنانين التشكيليين الأردنيين. بدأ يقدم العديد من البرامج الاذاعية عن بوح الأمكنة في فلسطين وبرامج عن الفن التشكيلي لمدة سنة كاملة في اذاعة بيسان برام الله. أما مسيرته في الكتابةَ والنشرَ بدأت منذُ عامِ 1972، وصار ينشرُ باستمرارٍ في الصحافة الأردنيةِ والعربية ومنها صحيفة الرأي اليوم في لندن وصحيفة العرب اليوم الأردنية والرأي وعمان الثقافية والسودان، إضافة للصحافة المغاربية والجزائرية والمصرية، وكانت صحيفة القدس المقدسية وبعدها الحياة الجديدة تهتم بنشرُ مقالاتِهِ التي تحمل عنوان: «صباحُكم أجملُ». والتي تتحدث عن التراث والتاريخ والذاكرة الفلسطينية.
كما حظِيَ زياد جيوسي على عشرات المقابلاتِ الصحفيةِ في الصحافةِ والمجلاتِ العربيةِ والفضائيات، وتغطية إعلاميةٍ واسعة لحفلات توقيع كتبه الصادرة ورقيا، وكان ناشطا في المجالات الثقافية والفنيةِ مع اهتمامات خاصة بالمسرح والسينما والفنون. بالإضافة لكونه عضوا مؤسِّسا لمركز خليل السكاكيني الثقافي، واستلمَ في الهيئة الإدارية نائبا للرئيسِ ثمَّ رئيساً لثلاثِ سنواتٍ وما زالَ عضواً في هيئتِه العامةِ في رام الله. كذلك كان عضوا في الهيئة الادارية لمسرح عشتار في مدينةِ رام الله من 2013 إلى 2015، وعضوا في الهيئةِ العامةِ لجماعة السينما الفلسطينية في رام الله، وكان نائب رئيس الهيئة الإدارية لاتحاد كتاب الإنترنت العرب من 2009 إلى 2011، ليصبح بعدها رئيسِ اتحادِ كتّابِ الإنترنت العربِ مرةً أخرى للفترةِ بين 2011 و 2015، وقبلها كان عضو هيئةِ العلاقاتِ الدوليةِ في اتحادِ كتابِ الإنترنت العربِ وعضوُ لجنةِ العضويةِ. كان مدير مجموعةِ اتحادِ كتابِ الإنترنت العربِ البريديةِ والمدير والمشرف العامُّ على موقعِ الاتحادِ وعلى منتدى الاتحادِ. زيادة على هذا، كان جيوسي مشرفا في العديدِ من المنتدياتِ الثقافيةِ على الشبكةِ العنكبوتيةِ، وعضوُ هيئةِ تحريرٍ في العديدِ من المجلاتِ الإلكترونيةِ. وكان منْ أوائلِ نشطاءِ الشبكةِ العنكبوتيةِ في فلسطينَ وأنشأَ في بدايةِ عام 1998 مجموعة رام الله للثقافة والفنون على مجموعات Yahoo؛ وتعتبرُ أولَ مجموعةٍ فلسطينيةٍ ثقافيةٍ حققت انتشاراً واسعاً في العالمِ وتجاوزَ عددُ أعضائِها 4000 عضوٍ. أنجزَ معرِضَه الأولَ في مركز رؤى في عمان عاصمةِ الأردن بتاريخ 22/7/2008 للصورِ الفوتوغرافيةِ التراثيةِ عن مدينةِ رام الله الفلسطينيةِ تحتَ عنوان: صباحُكم أجملُ- رام الله. وتلاه عدةُ معارضَ عن مدنٍ ومناطقَ مختلفةٍ من فلسطينَ، ومنها معرض في دمشق ومعرض في القاهرة. وكان لديهِ مدونةٌ خاصّةٌ تحتَ اسمِ «أطياف متمردة» في مدوناتِ مكتوب قبل توقفها، بلغَ عددُ زوّارِها في عدةِ أعوامٍ ما تجاوزَ 350000 زائرٍ. وأثناء إقامته بفلسطين، رفضَ الاحتلالُ منحَهُ الهُويةَ الفلسطينيةَ من نهاية 1997 تحتَ بندِ دواعٍ أمنيةٍ، ولكنَّه رفضَ مغادرةَ الوطنَ حتى نالَ الهويةَ الفلسطينيةَ في أواخرِ آذارَ عامَ 2008، فأتيحَ لهُ أن يخرجَ من مدينةِ رام الله بعدَ حصارِ أحدَ عشرَ عاماً فرضت عليه الإقامة فيها بمدينة رام الله.

## مؤلفاته
الكتبٌ المنشورةٌ ً:
الكتب الورقية: فضاءات قزح/ قراءات نقدية، أطياف متمردة، أحلام عمانية، ياسمينات باسمة، رؤى في فضاءات الفن التشكيلي، عالمة العبدلات مسيرة فن وابداع. 
كتب تحت الطباعة : صباحكم أجمل: رام الله/ أحلام فوق الغيوم: قراءات نقدية في الرواية والشعر والسرد.
كتب إلكترونية منها: بوح الأمكنة/جولات في فلسطين، بوح الأمكنة/ جولات في الأردن، بوح الأمكنة/ جولات عربية/ بوح الأمكنة/ جولات في أوروبا
كتب تحت الاعداد: كتاب مداي أنتِ والوطن، مسارات مبللة_ قراءات في السينما الفلسطينية. 
دراسات منشورة:
- الهجرة وتأثيرها على الواقع الزراعي في الأردن – مجلة المهندس الزراعي 1978
- أزمة المياه في الشرق الأوسط – 1+2- صحيفة الشعب الأردنية
- العلاقة الكفاحية بين الشعبين الأردني والفلسطيني من عام 1986 -1939
- مجموعة ابحاث حول اللاجئين في المخيمات الأردنية – دائرة شؤون العائدين
فيديو تيوب:
عشرات الأشرطة التوثيقية لتغطيات اعلامية وبرامج اذاعية وأمكنة في فلسطين وخارجها على اليوتيوب (قناة البيدر للثقافة)

## جوائزه
تم تكريم زياد الجيوسي وتقديم الدروع التقديرية له من بلدية عنبتا، ودرع من مثقفي العمق الفلسطيني تقديرا لكتاباته عن التاريخ والتراث الفلسطيني وتوثيق ذلك بعشرات المقالات ومئات الصور في حفل كبير في أيار 2013 في عنبتا، ومنح العديد من الدروع والشهادات التقديرية وميدليات التقدير على دوره بتوثيق التراث والمكان والتاريخ الفلسطيني من العديد من البلدات والمؤسسات الرسمية والأهلية ومنها وزارة الثقافة الفلسطينية، شهادتي تقدير وميدالية التميز من مديرية تدريب قوات الأمن الوطني في أريحا، ودروع تكريمية من مركز محمود درويش في مدينة جنين وبلدية اللبن الشرقية وبلدية رام الله في حفل تكريمي كبير في رام الله، وجمعية تضامن/ نابلس ومكتبة عبد الله بن عباس في نابلس، ومدرسة اتحاد كفر زيباد ونادي عزون ومجلس بلدي كور وغيرها من المؤسسات في فلسطين والأردن ودمشق.